# Antoni Fiter i Rossell
Antoni Fiter i Rossell   (Ordino, 6 de maig de 1706 - Barcelona, 28 d'octubre de 1748) fou un doctor en dret i advocat andorrà. El 1748, va publicar el Manual Digest, una recopilació oficial dels usos i costums d'Andorra, manuscrita en català i llatí.
Nascut a la Casa Fiter-Riba, abans Casa Rossell, d'Ordino, va ser el major dels sis fills de Joan Fiter d'Ares i de Joana Agna Rossell i Areny, pubilla de can Rossell. Va ser batejat el 6 de maig de 1706 amb els noms Joan Antoni Carlos. Aficionat al violí, possiblement, va estudiar al col·legi de Sant Andreu (jesuïtes) de La Seu d'Urgell encara que la primera data documentada es de l'1 de novembre de 1725 quan es va matricular a la Universitat aragonesa d'Osca, on es trobava el seu cosi com a catedràtic de Canons, Antoni Moles i Rossell, i on durant quatre anys estudià Lleis. L'abril de 1729 va demanar la dispensa del 5è curs i obtè el grau de batxiller. Es va Llicenciar i Doctorar el 1731.
Des del 1729, amb 23 anys, assumeix la administració de la Casa Rossell amb la perspectiva de ser-ne l'hereu. En el transcurs de dotze anys administrà els béns familiars, però va declinar el dret de ser hereu de la casa pairal i del patrimoni familiar pel fet de no casar-se. El 1741 deixa la administració i el 1742 la seva mare fa un esborrany de testament on nomena com a hereu al cabaler, el seu germà Pere.
El 12 d'octubre de 1737, Antoni Fiter i Rossell va prendre jurament com a veguer episcopal d'Andorra que conservara fins a la seva mort. Serà substituit com a veguer pel seu germà Pere Fiter i Rossell. Segons les anotacions procedents de l'arxiu familiar, va morir a Barcelona i va ser enterrat en aquella catedral el 28 d'octubre de 1748.
El 1748, va publicar el Manual Digest, una recopilació de privilegis, lleis i costums andorrans a instàncies del Consell General. El Dr. Fiter hagué de començar des de zero perquè abans no existia cap codi d'aquest tipus, revisant tots els pergamins i documents que es guardaven a la Casa de la Vall en un armari de fusta amb sis panys (ara Armari de les Set Claus representant les set parròquies) i també els arxius de la Seu d'Urgell, de Castellbò i de Barcelona.
Ell i els seu germans son els primers de la Casa Rossell que porten un cognom diferent, Fiter, provinent de casa Fiter d'Ares, poble a la Vall de Cabó, prop d'Organyà. La seva família va ser preeminent en les disposicions que es van prendre a Andorra en aquella epoca. Hi han indicis que fan pensar que no fou eclesiàstic, com el testament de la seva mare on obre la possibilitat que sigui hereu si es casa; i també el fet que Antoni Puig al seu Politar andorrà no fa cap esment sobre el caracter eclesiàstic d'Antoni Fiter.